# Temlberg
Temlberg är en bergstopp i Österrike.   Den ligger i distriktet Kirchdorf och förbundslandet Oberösterreich, i den centrala delen av landet, 180 km väster om huvudstaden Wien. Toppen på Temlberg är 2 331 meter över havet.
Terrängen runt Temlberg är varierad. Runt Temlberg är det ganska glesbefolkat, med 42 invånare per kvadratkilometer.. Närmaste större samhälle är Grünau im Almtal, 17,5 km norr om Temlberg. 
Trakten runt Temlberg består i huvudsak av gräsmarker.